# 刘伶醉
刘伶醉是河北徐水出产的一种白酒。徐水当地酿酒历史悠久，最早有文字记载的酒坊为1126年当地梁氏家族所开设的“润泉涌烧锅”，后虽屡败屡兴，后来者皆沿用原名以广招徕，直至最后一家创立于顺治年间的私人酒坊，因其位于徐水县城南门里，当地人俗称其为“南门里烧锅”，其产品「徐水原酒」则被当地人俗称为“干酒”。而部分建于金代的发酵池则一直沿用迄今。除沿用旧名外，当地也用民间纪念刘伶之说将所产之酒命名为“刘伶醉”以招徕。1948年解放军接管润泉涌烧锅，将酒列为战备物资，用于伤员外用消毒；酒坊之后数度易名，后恢复了原“干酒”生产；后于1971年又以该酒为基础，投产浓香型“保定大曲”。1974年再将保定大曲进一步改良以提升品质；投产后打响知名度，第一次以民间早已广泛流传的“刘伶醉”正式命名，酒厂亦随之易名为“刘伶醉酒厂”。2010年12月被私企巨力集团收购改制为民企。刘伶醉乃以高粱、大麦、小麦、大米、小米、糯米、豌豆等粮食为原料，用续糟配料入窖、固态低温长期发酵、甑桶缓火混蒸、分段量质摘酒、分级长期贮藏的“老五甑”传统工艺酿成的浓香型白酒。